# بوستون کالج
بوستون کالج (به انگلیسی: Boston College) یک دانشگاه تحقیقاتی خصوصی در چسنات هیل واقع در ایالت ماساچوست آمریکا است که در سال ۱۸۶۳ میلادی بنیان‌گذاری شده‌است.

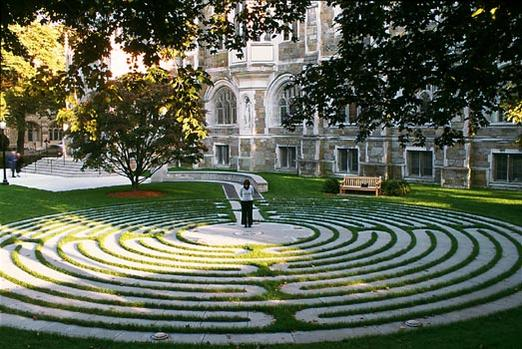
دوایر متداخل «به یادبود دانشجوی کشته شده در حوادث یازده سپتامبر»

## نگارخانه

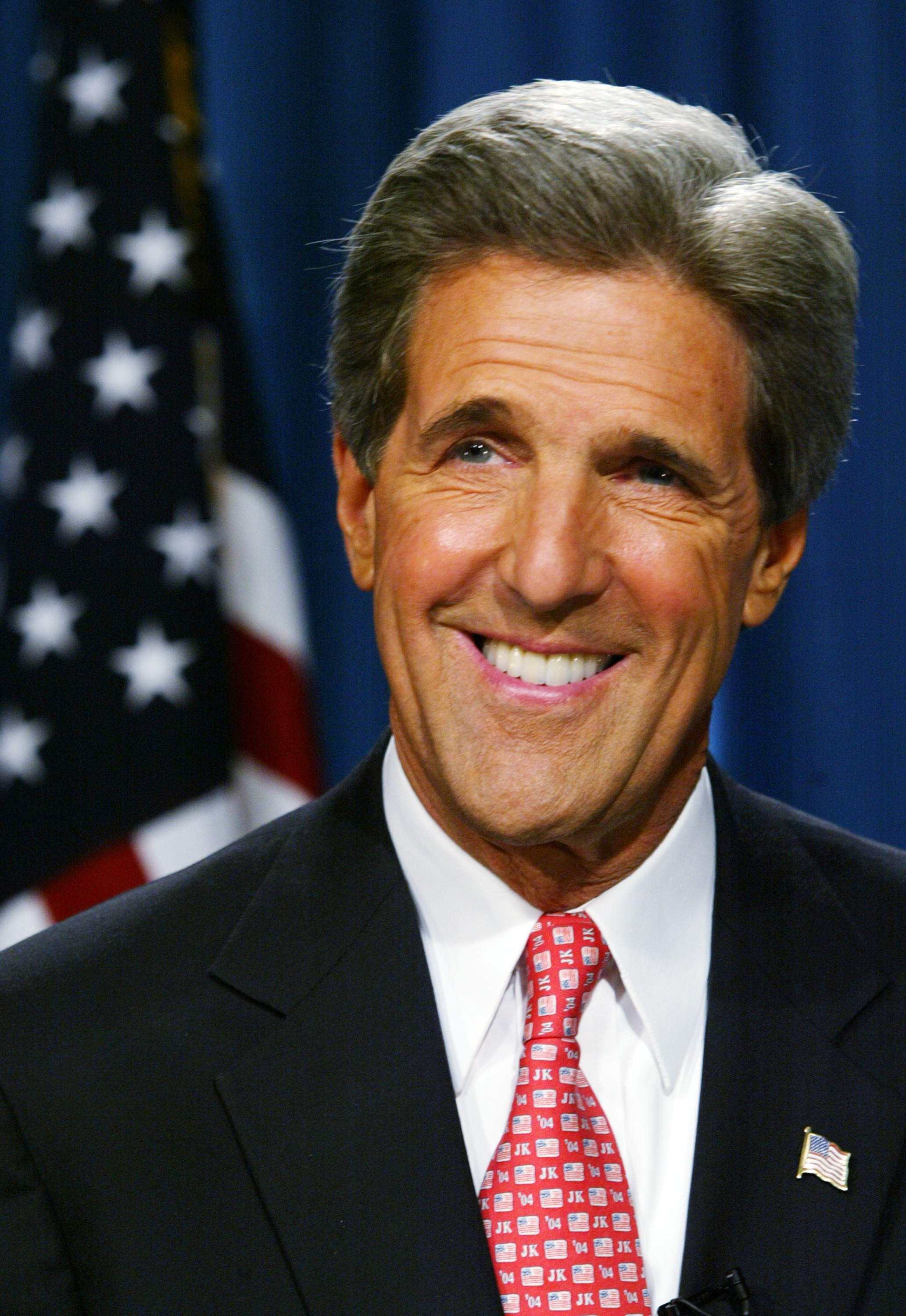
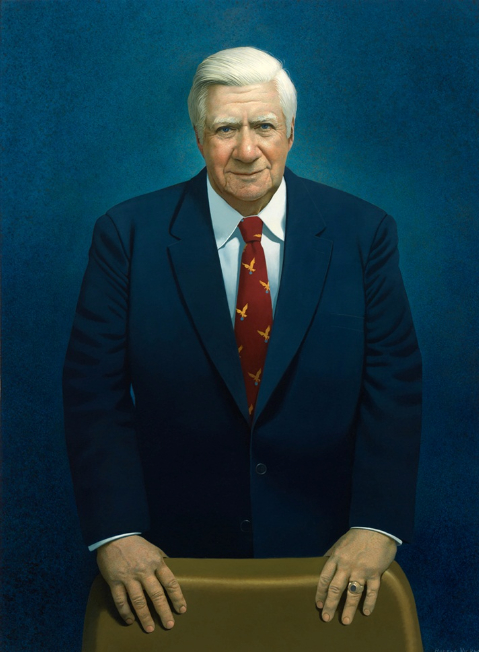
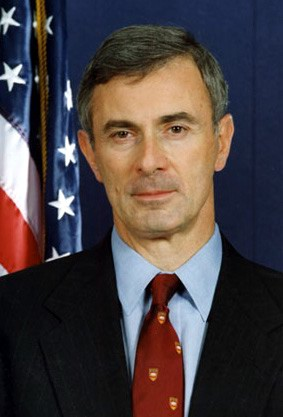
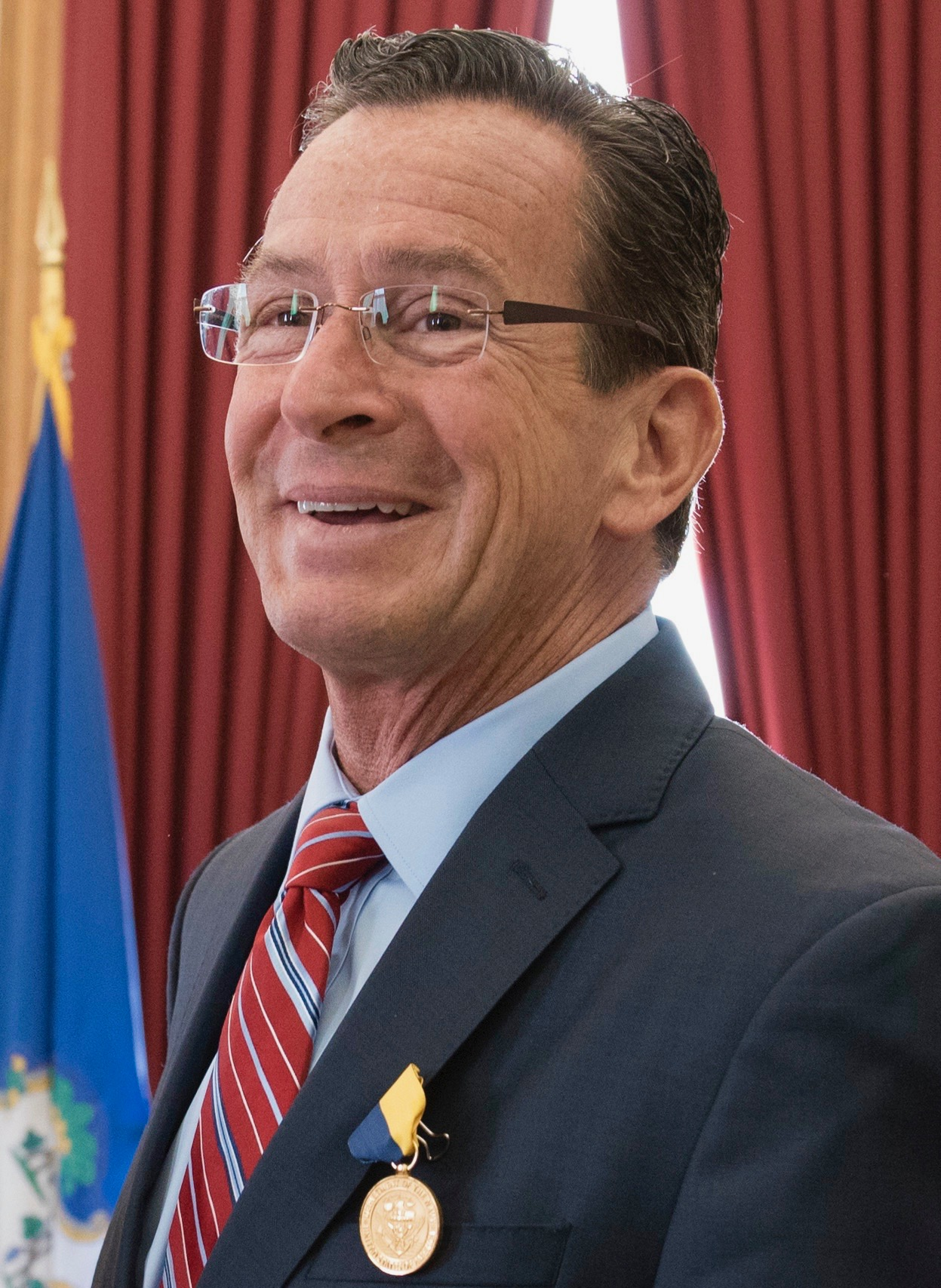
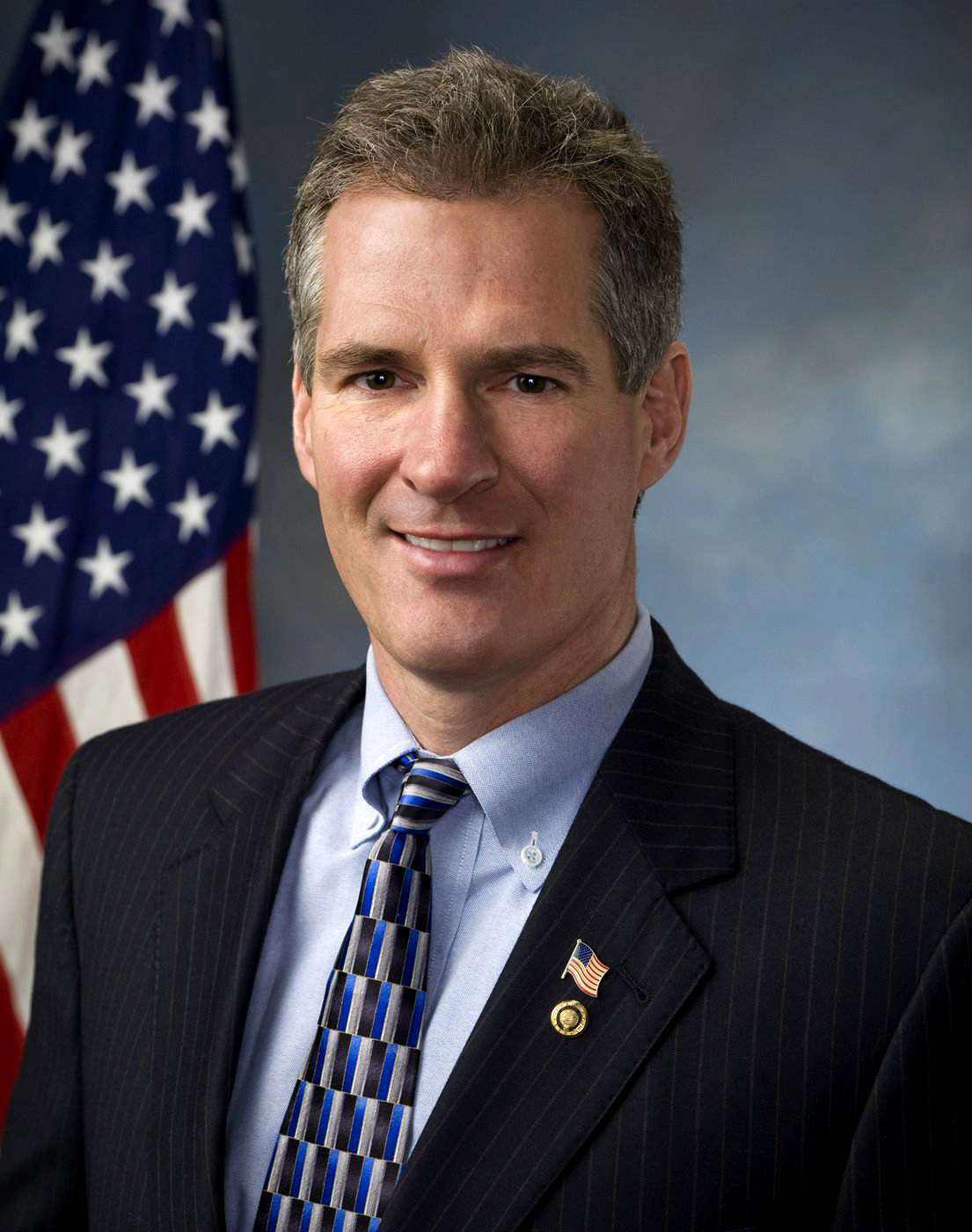